# Vjanuzjka
Vjanuzjka (ryska: Вянужка) är ett vattendrag i Belarus.   Det ligger i voblasten Vitsebsks voblast, i den norra delen av landet, 190 km norr om huvudstaden Minsk.
Omgivningarna runt Vjanuzjka är en mosaik av jordbruksmark och naturlig växtlighet. Runt Vjanuzjka är det glesbefolkat, med 17 invånare per kvadratkilometer.